# Роелос-де-Саяго
Роелос-де-Саяго (ісп. Roelos de Sayago) — муніципалітет в Іспанії, у складі автономної спільноти Кастилія-і-Леон, у провінції Самора. Населення — 174 особи (2010).
Муніципалітет розташований на відстані близько 230 км на північний захід від Мадрида, 45 км на південний захід від Самори.

## Демографія
Динаміка населення (INE ):

## Галерея зображень

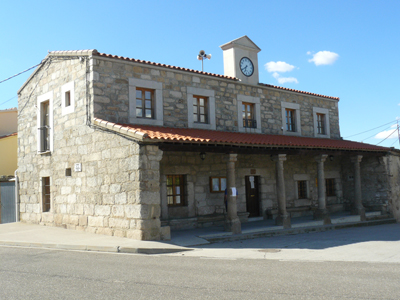
Муніципальна рада
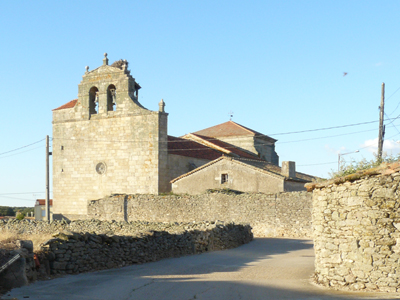
Церква у Роелосі
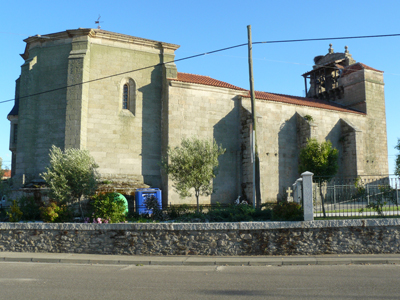
Церква у Роелосі
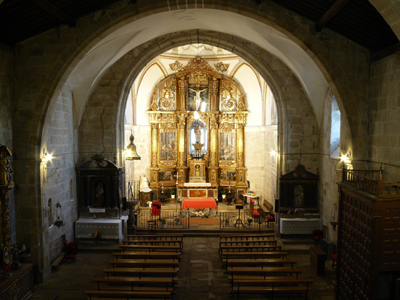
Церква у Роелосі